# Ekom-Nkam
Pour les articles homonymes, voir Ekom.
Ekom-Nkam est un village de la Région du Littoral du Cameroun, situé dans la commune de Baré-Bakem. Situé à 6 km de Bayon juste avant Mboué, on y accède par la route qui lie Bayon à Mboué. Les chutes d'Ekom encore appelées chutes du Nkam sont localisées dans ce village.

## Population et développement
En 1967, la population de Ekom-Nkam était de 207 habitants, essentiellement des Baréko. La population de Mboué et d'Ekom Nkam était de 188 habitants dont 79 hommes et 109 femmes, lors du recensement de 2005.